# Nijolė Steiblienė
Nijolė Narečionytė-Steiblienė (* 4. April 1954 in Panevėžys) ist eine litauische Politikerin und Journalistin.

## Biografie
Nach dem Abitur 1972 an der 6. Mittelschule absolvierte sie 1978 das Diplomstudium der Journalistik an der Fakultät für Geschichte
der Vilniaus valstybinis universitetas. 
Von 1977 bis 1998 war sie als Redakteurin bei Valstybinio Lietuvos radijo ir televizijos komitetas (seit 1990 Lietuvos radijas ir televizija) angestellt. Sie arbeitete ab 1983 bei Lietuvos televizija als Redakteurin und ab 1989 als Oberredakteurin. Sie war Moderatorin der Sendungen „Panorama“, „Vakaro žinios“, „Labas rytas“ und „Politikų klubas“. Von 1998 bis 2000 war sie Redakteurin bei UAB „Lietuvos žinių studija“ der TV-Sendungen „N-14“, „Ką žmonės pasakys!“ von Laisvas ir nepriklausomas kanalas. Von 2000 bis 2008 war sie Mitglied im Seimas. Seit 2009 arbeitet sie als stellvertretende Leiterin der News-Abteilung von Lietuvos ryto televizija. 
Sie war Mitglied der Naujoji sąjunga.

## Auszeichnungen
- 2003: Gediminas-Orden,  Riterio kryžius

## Quelle
- 2008 m. Lietuvos Respublikos Seimo rinkimai – Naujoji sąjunga (socialliberalai) – Iškelti kandidatai (Memento vom 16. Dezember 2013 im Internet Archive)

| Personendaten    | Personendaten                                       |
| ---------------- | --------------------------------------------------- |
| NAME             | Steiblienė, Nijolė                                  |
| ALTERNATIVNAMEN  | Narečionytė-Steiblienė, Nijolė (vollständiger Name) |
| KURZBESCHREIBUNG | litauische Politikerin und Journalistin             |
| GEBURTSDATUM     | 4. April 1954                                       |
| GEBURTSORT       | Panevėžys, Sowjetunion                              |